# Élections législatives de 1919 en Seine-et-Marne
Les élections législatives du 16 novembre 1919, et éventuellement dans l'hypothèse d'un second tour du 30 novembre 1919, sont organisées selon un scrutin de liste dans le cadre du département : tout candidat obtenant la majorité absolue des suffrages est élu, les sièges restants étant attribués à la représentation proportionnelle à la plus forte moyenne. Elles marquent au niveau national la victoire du Bloc national de centre-droit. La nouvelle assemblée est surnommée « Chambre bleu horizon », en référence à la couleur bleu horizon des uniformes des très nombreux anciens combattants qui y siègent.

## Élus
|   | Député élu             |  | Groupe parlementaire                |
| - | ---------------------- |  | ----------------------------------- |
| 1 | Félix Gaborit          |  | Entente républicaine démocratique   |
| 2 | Albert Ouvré           |  | Entente républicaine démocratique   |
| 3 | Jules Prevet           |  | Entente républicaine démocratique   |
| 4 | Jacques-Louis Dumesnil |  | Parti radical et radical-socialiste |
| 5 | Jules Lugol            |  | Gauche républicaine démocratique    |
| 6 | Arthur Chaussy         |  | Parti socialiste                    |

## Résultats départementaux[2]

### Par listes
| Listes         | Listes                          | Premier tour | Premier tour | Sièges |
| Listes         | Listes                          | Voix         | %            | Sièges |
| -------------- | ------------------------------- | ------------ | ------------ | ------ |
|                | Liste républicaine démocratique | 30 922       | 42,27        | 3      |
|                | Liste d'Union républicaine      | 25 039       | 34,23        | 2      |
|                | Liste socialiste                | 14 707       | 20,11        | 1      |
|                |                                 |              |              |        |
| Inscrits       | Inscrits                        | 105 006      | 100,00       | 6      |
| Votants        | Votants                         | 75 045       | 71,47        |        |
| Abstention     | Abstention                      | 29 961       | 28,53        |        |
| Blancs et nuls | Blancs et nuls                  | 1 897        | 2,53         |        |
| Exprimés       | Exprimés                        | 73 148       | 97,47        |        |

### Par candidats
| Candidat       | Candidat                       | Tendance            | Premier tour | Premier tour |
| Candidat       | Candidat                       | Tendance            | Voix         | %            |
| -------------- | ------------------------------ | ------------------- | ------------ | ------------ |
|                | Félix Gaborit                  | FR                  | 31 354       | 42,86        |
|                | Chatry                         | FR                  | 30 936       | 42,29        |
|                | Edmond Forgemol de Bostquenard | FR                  | 30 476       | 41,66        |
|                | Lesage                         | FR                  | 30 744       | 42,03        |
|                | Albert Ouvré                   | FR                  | 31 002       | 42,38        |
|                | Jules Prevet                   | FR                  | 31 021       | 42,41        |
|                |                                |                     |              |              |
|                | Jacques-Louis Dumesnil         | PRRRS               | 26 919       | 36,80        |
|                | Eugène Delaroue                | PRRRS               | 23 808       | 32,55        |
|                | Guilloux                       | PRRRS               | 24 233       | 33,13        |
|                | Louis Lorimy                   | PRRRS               | 23 903       | 32,68        |
|                | Jules Lugol                    | Radical indépendant | 26 201       | 35,82        |
|                | Penancier                      | PRRRS               | 25 173       | 34,41        |
|                |                                |                     |              |              |
|                | Arthur Chaussy                 | SFIO                | 15 384       | 21,03        |
|                | Fostier                        | SFIO                | 14 701       | 20,10        |
|                | Fournier                       | SFIO                | 14 995       | 20,50        |
|                | Labarre                        | SFIO                | 14 347       | 19,61        |
|                | Mertz                          | SFIO                | 14 275       | 19,52        |
|                | Rouvreau                       | SFIO                | 14 541       | 19,88        |
|                |                                |                     |              |              |
| Inscrits       | Inscrits                       | Inscrits            | 105 006      | 100,00       |
| Votants        | Votants                        | Votants             | 75 045       | 71,47        |
| Abstention     | Abstention                     | Abstention          | 29 961       | 28,53        |
| Blancs et nuls | Blancs et nuls                 | Blancs et nuls      | 1 897        | 2,53         |
| Exprimés       | Exprimés                       | Exprimés            | 73 148       | 97,47        |